# سلمى غزالي
سلمى غزالي (28 يونيو 1979 -) مغنية جزائرية شاركت بالنسخة الثانية من برنامج ستار أكاديمي. متزوجة من زميلها في الأكاديمية بشار غزاوي عن قصة حب و أنجبت منه ولدين و حاليا تعيش في أستراليا
و قد قدمت عدة أغاني من عيوني وبناقص من غرامه من إنتاج وتوزيع روتنا سوف تصدر البوم قريبا من إنتاج وتزويع شركة روتنا أيضا وقد قدمت برنامجين هما من إنتاج ال بي سي برنامج مسابقات
1-مين يكسب مين يربح 2- برنامج عيش براري 3-Reel buzz بقناة رؤيا